# Batalla de Day's Gap
La batalla de Day's Gap, ocorreguda el 30 d'abril de 1863, va ser la primera de les escaramusses de la Guerra Civil dels Estats Units que es van donar al Comtat de Cullman a Alabama, que va durar fins al 2 de maig, coneguda com a Streight's Raid. El coronel Abel Streight comandava les forces de la Unió mentre que les forces confederades estaven dirigides pel general de brigada Nathan Bedford Forrest.

## Antecedents
L'objectiu de la incursió de Streight era tallar el ferrocarril occidental i l'Atlàntic que subministrava a l'exèrcit confederat de Braxton Bragg en el Tennessee mitjà. Començant a Nashville, Tennessee; Streight i els seus homes van viatjar a Eastport, Mississipi, i després cap a l'est en direcció a Tuscumbia (Alabama). El 26 d'abril de 1863, Streight va deixar Tuscumbia i va marxar cap al sud-est. Els moviments inicials de Streight van ser custodiats per les tropes del General de Brigada de la Unió, Greenville Dodge.

## Batalla
El 30 d'abril a Day's Gap a Sand Mountain, Forrest va atrapar a l'expedició de Streight i va atacar la seva rereguarda. Els homes de Straight van aconseguir rebutjar aquest atac i com a resultat continuar la seva marxa per evitar nous retards i embolcalls causades per les tropes confederades.

## Conseqüències
Aquesta batalla va ser el principi d'una cadena d'escaramusses i conflictes en Crookes Creek (30 d'abril), Hog Mountain (30 d'abril), Blountsville (1 de maig), Black Creek/Gadsden (2 de maig), i Blount's Plantation (2 de maig). Finalment, el 3 de maig, Forrest va envoltar als esgotats homes de Streight tres milles a l'est de Cedar Bluff, Alabama, i va forçar la seva rendició. Van ser enviats a la presó de Libby, en Richmond (Virgínia). Streight i alguns dels seus homes van escapar el 9 de febrer de 1864.